# トリガナ航空267便墜落事故
トリガナ航空267便墜落事故は、2015年8月16日にインドネシアで発生した航空事故である。センタニ空港からオクシビル空港へ向かっていたトリガナ航空267便（ATR 42-300）がオクシビル空港への着陸進入中に墜落した。乗員乗客54人全員が死亡した。
この事故はATR 42で発生した事故の中で最も死者数が多く、トリガナ航空の起こした事故としても最悪の死者数である。
2017年12月、インドネシア運輸安全委員会（NTSC）は最終報告書を発行した。NTSCは最終報告書で、視認進入時の規則を守らなかったことと、対地接近警報装置（EGPWS）を作動させていなかったことが事故の直接的な原因であり、トリガナ航空の安全軽視が寄与したと述べた。

## 飛行の詳細

### 事故機と航空会社

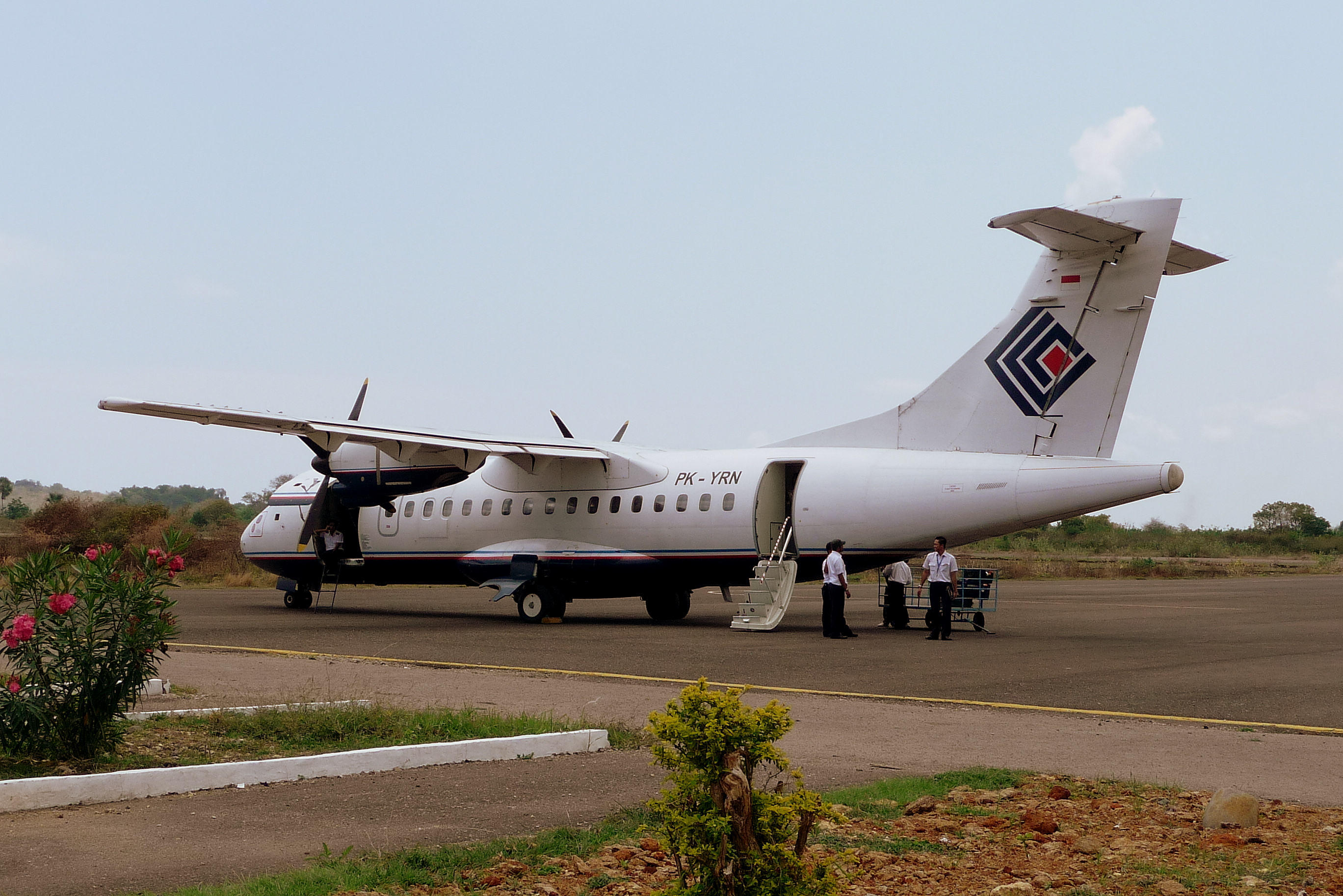
2008年に撮影された事故機

事故機のATR 42-300（PK-YRN）は1988年に製造され、2005年からトリガナ航空の保有機材となっていた。トリガナ航空は事故時点でATR 42を5機以上、ATR 72を3機運航していた。また、トリガナ航空は1991年の設立から267便の事故までの間に10件の全損事故と4件の重大事故を起こしていた。うち死亡事故は4件で、計50人の死者を出していた。

### 乗員乗客
267便には乗員5人と乗客49人が搭乗していた。トリガナ航空によれば、搭乗者は全員インドネシア人で、大人が44人、子供が3人、乳児が2人であった。コックピットには2人の運航乗員がいた。機長は2000年にトリガナ航空に入社しており、総飛行時間は25,200時間で、同型機では7,300時間の経験があった。副操縦士は2008年にトリガナ航空に入社しており、総飛行時間は3,800時間で、同型機では2,600時間の経験があった。トリガナ航空はパイロットは2人とも経験豊富であったと説明した。
乗客には4人のポス・インドネシアの社員が含まれていた。彼らはオクシビルに現金を輸送するために搭乗していた。これは、ジョコ・ウィドド大統領が2014年インドネシア大統領選挙のプログラムの一環として貧困者のために行っていたものだった。輸送されていた現金は約65億ルピアと言われている。また、3人の政府地方職員と2人の地方代表議会の議員も搭乗していた。この5人はオクシビルで行われるインドネシア独立70周年の記念式典に出席する予定だった。

## 事故の経緯

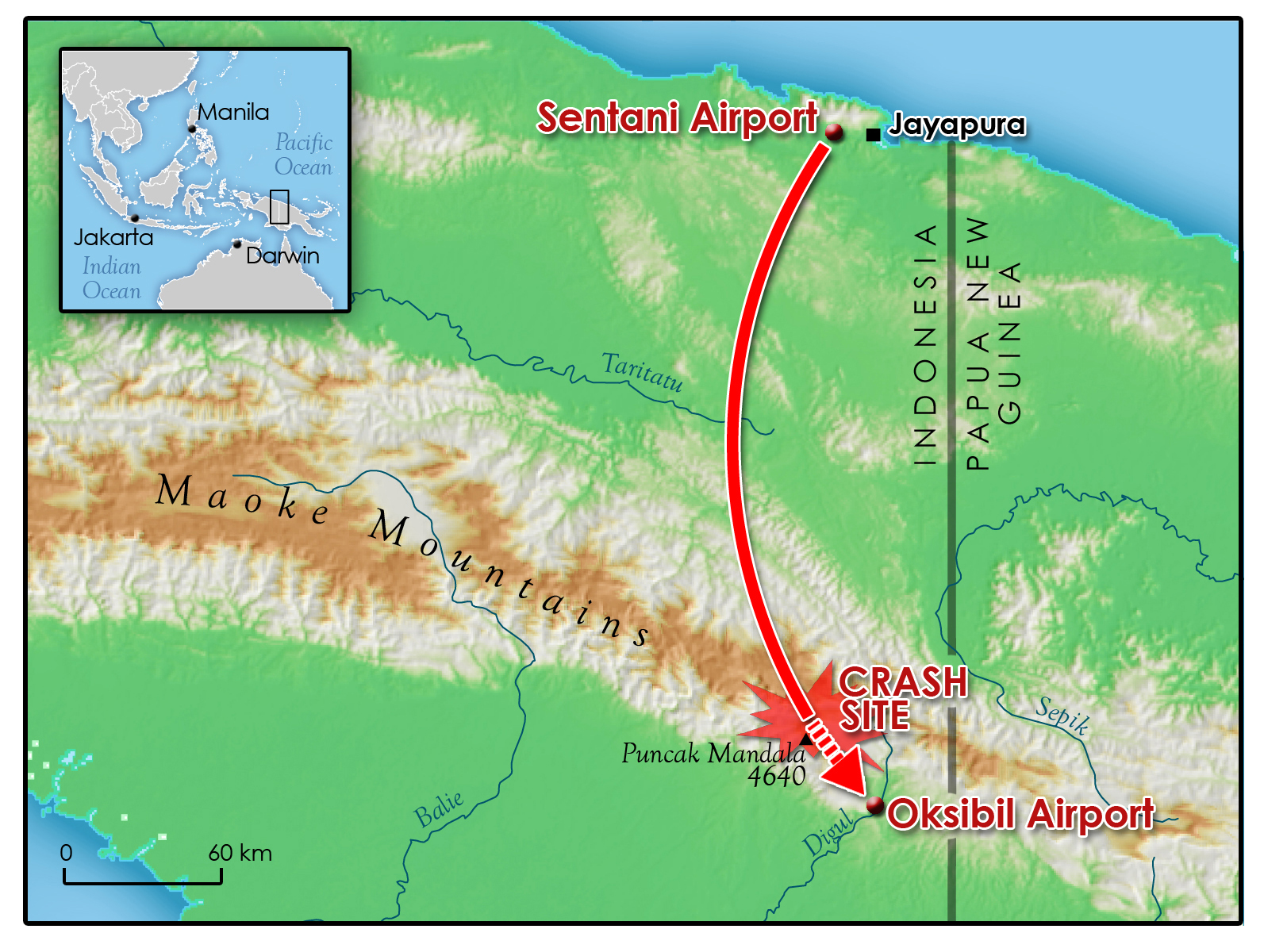
267便の飛行経路

267便はジャヤプラのセンタニ空港をWIT14時22分に離陸し、オクシビル空港には15時16分に到着する予定だった。オクシビルはパプアニューギニアとの国境近くに位置する街で、オクシビル空港は山岳地帯に位置するため計器着陸装置は装備されていなかった。
14時55分ごろ、267便との交信が途絶えた。遭難信号が発せられたという情報は無かった。予定では15時頃にオクシビル空港の管制官と交信することとなっていたが、応答はなかった。事故当時、機体は予定された飛行経路の最終区間を飛行していた。

### 気象条件
事故当初、オクシビル付近は暴風雨に見舞われており、悪天候が事故原因の可能性があると発表された。しかしその後、事故当時の天候は良かったことが確認された。また、運輸大臣は天候は事故に影響しなかったと述べた。気象気候地球物理庁は事故当時、オクシビル付近は晴れていたと発表した。また、事故以前にオクシビル空港へ着陸したパイロットは当時の気象は良かったと述べた。
数人のパイロットはオクシビル付近の飛行は難しいと述べた。パイロットの1人は、パプア州の地形はとても危険であると警告した。運輸省は、インドネシアの空港設備は時代遅れなもので、特にパプア州などの遠隔地に位置する空港では1950年代の設備を使用していると述べた。事故当時、パプア州の空港のほとんどには計器着陸装置が無かった。そのため、パイロットは有視界飛行での着陸進入を余儀なくされていた。さらに、パプア州の天候は予測することが難しいため、飛行することが危険な場合があった。

## 捜索活動

### 捜索
捜索活動は濃霧のため一時中断されたが、8月17日に再開された。地元住民は警察にタンゴック山に旅客機が墜落するのを目撃したと通報した。15時30分、国家捜索救助庁（BASARNAS）の捜索機がATR 42の残骸を発見した。墜落現場はオクシビルから12km地点で、標高は8,300フィート (2,500 m)だった。また、乗員乗客54人全員の死亡が確認された。BASARNASによれば事故現場付近の地形は以前に探索されたことがない場所だった。

### 遺体の収容
BASARNASはオクシビルに250人の職員を派遣した。墜落地点が高地であったため航空機による回収ができず、徒歩での活動を余儀なくされた。現場付近は地形が「非常に急」
な場所であった。徒歩では到達に6日を要し、車でも6時間かかった。インドネシアの警察は、災害犠牲者識別チーム（DVI）を現場に派遣し、犠牲者の身元確認を行った。遺体はジャヤプラの軍事病院に収容された。活動中も現場付近は濃霧で視界不良の状態で、捜索を妨げた。BASARNASは現場付近の天候は予測不能であると述べた。犠牲者の身元判別はDNA鑑定により行われた。
2015年8月18日時点で全ての遺体が現場から発見されたが、収容は悪天候により妨げられた。ほとんどの遺体は断片化しており、判別が困難だった。墜落現場の写真から、機体が衝撃により小さな断片となり、搭乗者が墜落を生き延びる可能性は無かったことが判明した。8月19日までに19体の遺体が現場から収容された。また同日、当局はフライトデータレコーダー（FDR）が未発見であると発表したが、一部では両方のレコーダーが回収されたと報道された。FDRは8月20日に回収され、メディアに公開された。

## 事故調査
インドネシア運輸安全委員会（NTSC）が事故調査を開始した。調査には機体の製造国のフランスからフランス航空事故調査局（BEA）が参加した他、製造メーカーであるATRの技術者も参加した。
トリガナ航空により公表された乗客名簿が別の便のものであることが判明した。その結果、センタニ空港の責任者が運輸大臣により解雇された。また、16人の職員も関係していたとして警察により調査され、トリガナ航空の2人の職員は勾留された。運輸大臣は、とても乱れた状況であり、改善する必要があると述べた。

### 飛行経路の逸脱

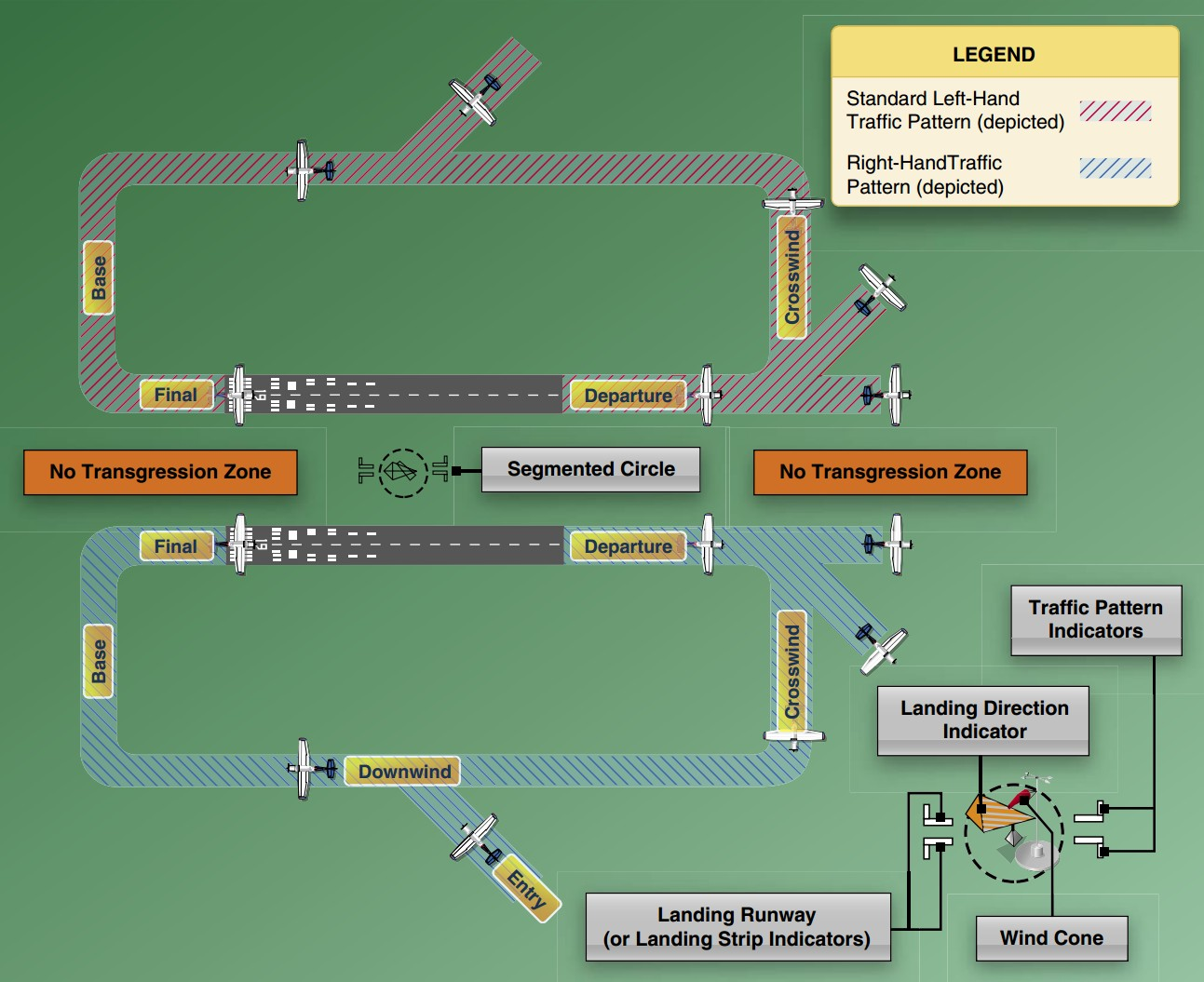
空港への進入パターンを表した図

調査官はCVRとGoogle Earthを元に267便の飛行経路を再現した。FDRは回復不能なほど損傷していたため、データは取り出せなかった。CVRの分析から、14時55分にパイロットが直接ベースレグで空港に進入することを決定したことが分かった。その直後、267便は予定された航路を逸脱した。
267便は飛行経路を右に逸脱したまま飛行した。飛行経路の右側は山岳地帯で、標高は8,000フィート (2,400 m)以上だった。さらに、予測不能な天候によりリスクは高まった。パイロットは霧により視界が制限される可能性があると報告していた。事故当時、付近の天候は良かったが、局所的な霧が報告されていた。CVRから、267便は雲と霧の中を飛行していたことが判明した。目の前の山が雲と霧に覆われ視認できなかったため、パイロットは差し迫った危険に気付かなかった。
調査官はなぜパイロットが飛行経路を逸脱したのかを調べた。すると、以前のオクシビルへの飛行でもパイロットは同様のことをしていたことが判明した。パイロットは予定された航路を外れ、直接滑走路へ進入していた。このことから、調査官はパイロットが自信過剰であったと述べた。以前成功したことから、パイロットは今回の飛行でも着陸できると考えた。また、パイロットは何度もオクシビル空港への着陸を行っていたため、自身の操縦技術を過剰評価していた。そのため、パイロットたちは自身の陥っている状況を認識できなかった。

### EGPWSについて
CVRの分析から、対地接近警報装置（EGPWS）が作動していなかったことが明らかになった。もし、EGPWSが作動していれば墜落は免れただろうと推測された。EGPWSが作動しなかった理由として、調査官は、パイロットがサーキットブレーカーを引き抜いた可能性を挙げた。トリガナ航空の担当者によれば、警報が不必要な時に作動すると一部のパイロットが主張していた。
EGPWSは、地球上の約95%の地形データ（空港の位置と周囲の障害物を含む）をデータベースに持ち、GPS等を利用して得られる航空機の正確な位置と照合して、従来のものに比べて素早く音声および画面表示による警告と情報を与える新型 (enhanced GPWS, EGPWS) であった
。
空港付近の地形データの解像度が悪く、広大な領域で低高度警報が出るようになっていたため、正常な着陸でも警報が出ていた。
そのため、一部のパイロットはEGPWSが誤動作を起こしていると考えた。そして、警報を無効化するためにサーキットブレーカーを引き抜いてしまった。ブレーカーを引き抜いたと思われるパイロットには事故機のパイロットも含まれていた。

### 最終報告書
EGPWSのブレーカーは267便の2つ前の便の飛行中に引き抜かれたと結論付けられた。これは、2つ前の飛行での着陸進入中に自動音声による高度読み上げが無かったことから判断された。また、調査からトリガナ航空が使用していたアプローチ・チャートが誤っていたことが判明した。チャートによれば、オクシビルへ着陸する際の最低降下高度は8,000フィート (2,400 m)となっていたが、事故機が墜落した場所の標高は8,300フィート (2,500 m)だった。
メーデー!:航空機事故の真実と真相では、パイロットは雲を避けるため、雲の下と山の上の間を飛行しようとしていたのではないかと推定された。
加えて、トリガナ航空によって行われた機体の整備も不適切だった。
最終報告書で、事故原因は予定された飛行経路から逸脱するというパイロットの決定に起因するCFITであるとされた。また、EGPWSの警告がなかったため、状況は悪化した。

## 映像化
- メーデー!:航空機事故の真実と真相 第18シーズン第8話「No Warning」